# Li Jae-sik
Li Jae-sik (* 30. Juni 1962) ist ein ehemaliger nordkoreanischer Ringer. Er wurde 1986 und 1987 Weltmeister im freien Stil im Halbfliegengewicht.

## Werdegang
Li Jae-sik startete für den nordkoreanischen Verein Csang Se Hong. Über seinen Werdegang ist nicht viel bekannt, da aus Nordkorea nur wenig Informationen nach außen gelangten. Nordkoreanische Ringer beteiligten sich zu den Zeiten, in denen Li Jae-sik aktiv war, auch nur sporadisch an internationalen Turnieren oder Meisterschaften. In den Jahren 1984 und 1985 nahmen nordkoreanische Ringer am Werner-Seelenbinder-Turnier in Leipzig teil, Li Jae-sik gehörte aber nicht zu den nordkoreanischen Mannschaften, die dort starteten. Die Olympischen Spiele 1984 in Los Angeles und 1988 in Seoul sowie die Asienspiele 1986 in Seoul, an denen Li Jae-sik hätte teilnehmen können, wurden von Nordkorea boykottiert.
Am 23. Januar 1986 gewann Li Jae-sik den Titel im freien Stil in der Gewichtsklasse bis 48 kg Körpergewicht bei einem internationalen Turnier im sowjetischen Minsk. Im Oktober 1986 war Li Jae-sik Teilnehmer an der Weltmeisterschaft in Budapest. In einem packenden Kampf gegen den 26-jährigen László Bíró, die größte ungarische Medaillenhoffnung im freien Stil, gewann er dort den Titel im Halbfliegengewicht.
Ein Jahr später wiederholte er bei der Weltmeisterschaft 1987 in Clermont-Ferrand diesen Erfolg. Dort gewann er vor Lee Sang-ho, Südkorea, Sergei Karamtschakow, Sowjetunion, Reiner Heugabel, Bundesrepublik Deutschland und Timothy Vanni, USA. 1987 siegte er auch bei einem internationalen Turnier in Tiflis vor Sergei Karamtschakow.

## Internationale Erfolge
| Jahr | Platz | Wettbewerb                | Gewichtsklasse | Ergebnisse                                                                                   |
| 1986 | 1.    | Intern. Turnier in Minsk  | Halbfliegen    |                                                                                              |
| 1986 | 1.    | WM in Budapest            | Halbfliegen    | vor László Bíró, Ungarn, Michail Kuschnir, UdSSR, Li Ming, China und Mario Willomeit, DDR    |
| 1987 | 1.    | Intern. Turnier in Tiflis | Halbfliegen    | vor Sergei Karamtschakow, UdSSR                                                              |
| 1987 | 1.    | WM in Clermont-Ferrand    | Halbfliegen    | vor Lee Sang-ho, Südkorea, Sergei Karamtschakow, Reiner Heugabel, BRD und Timothy Vanni, USA |

## Erläuterungen
- alle Wettbewerbe im freien Stil
- WM = Weltmeisterschaft
- Halbfliegengewicht, Gewichtsklasse bis 48 kg Körpergewicht